# قصه‌های کیش (در)
قصه‌های کیش (در) فیلمی به کارگردانی  و نویسندگی محسن مخملباف ساختهٔ سال ۱۳۷۷ است.

## بازیگران
- محمد بنهان
- نوریه ماهیگیران
- سلطان ایرونی نژاد
- بلال ایرونی نژاد
- غلامرضا فرج زاده